# Sympistis cherti
Sympistis cherti là một loài bướm đêm thuộc họ Noctuidae. Nó được tìm thấy ở South miền trung British Columbia phía nam đến Nevada và California at altitudes of 2,400 to 6,300 foot.
Sải cánh dài 30–40 mm. Con trưởng thành bay từ giữa to cuối tháng 7 đến tháng 8.